# Luftleitung (Hochfrequenztechnik)

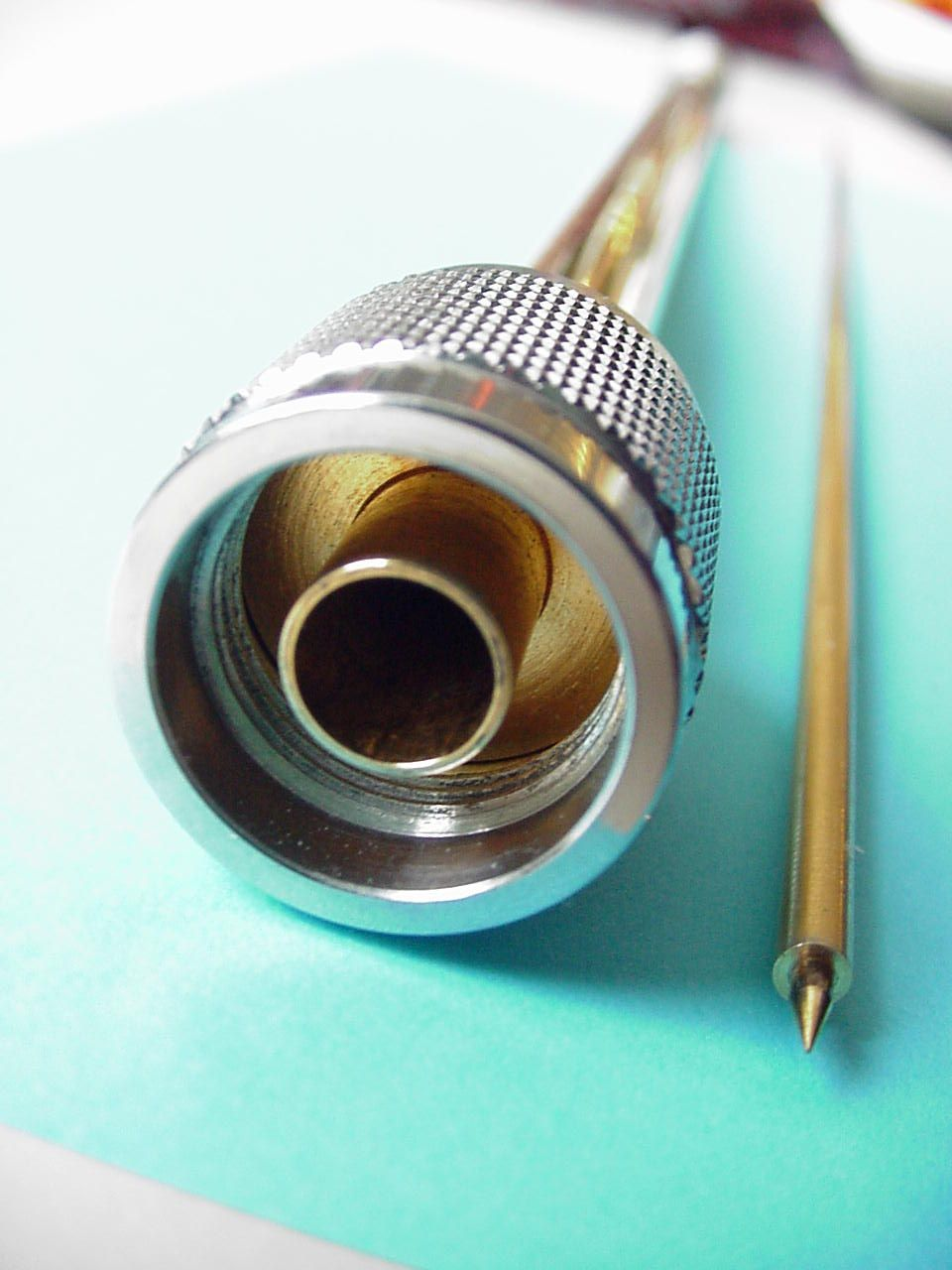
Außenleiter (links) und noch nicht montierter Innenleiter einer koaxialen Luftleitung. Der Innendurchmesser D des Außenleiterrohrs beträgt sehr genau 7 mm.

Als Luftleitung (englisch air line, oder airline) bezeichnet man in der Hochfrequenztechnik eine besonders präzise hergestellte, meist koaxial aufgebaute elektrische Leitung, die zur Halterung des Innenleiters keine dielektrischen Stützen, sondern nur Luft enthält.

## Grundlagen
Mit der sehr genau bekannten Permittivität von Luft (die relative Permittivität von Luft unter Normalbedingungen beträgt εr ≈ 1,00059) erreicht man eine hochgenaue Realisierung des Leitungswellenwiderstandes ZL (Impedanz). Dieser Wellenwiderstand berechnet sich aus
- dem exakt bekannten Wellenwiderstand des Vakuums Z0
- sowie den mechanischen Abmessungen der Leitung
  - Innendurchmesser D des Außenleiterrohrs
  - Außendurchmesser d des Innenleiterstabes zu:

{\displaystyle {\begin{alignedat}{2}Z_{L}&={\frac {Z_{\rm {0}}}{2\pi {\sqrt {\varepsilon _{\rm {r}}}}}}&\cdot \ln \left({\frac {D}{d}}\right)\\&\approx {\frac {59{,}9585~\Omega }{\sqrt {\varepsilon _{\rm {r}}}}}&\cdot \ln \left({\frac {D}{d}}\right)\\&\approx 59{,}94~\Omega &\cdot \ln \left({\frac {D}{d}}\right)\end{alignedat}}}
Bei präziser Herstellung von Außen- und Innenleiter, die mit Toleranzen von wenigen Mikrometern (µm) gefertigt werden können, erhält man eine Luftleitung, deren Impedanz um weniger als 0,1 Ω vom gewünschten Referenzwert (meist 50 Ω) abweicht.

## Anwendungen
Die Luftleitung wird in der Hochfrequenzmesstechnik als Impedanznormal mit besonders geringem Reflexionsfaktor eingesetzt, beispielsweise zur Überprüfung (Verifikation) der Messgenauigkeit von Messgeräten wie Netzwerkanalysatoren. Der Reflexionsfaktor r der Luftleitung lässt sich berechnen aus ihrem Leitungswellenwiderstand ZL und der Referenzimpedanz (beispielsweise 50 Ω):
{\displaystyle r={\frac {Z_{L}-50~\Omega }{Z_{L}+50~\Omega }}}
Maximale Reflexionsfaktoren qualitativ hochwertiger Luftleitungen betragen zwischen 0,2 % und 0,5 %. Umgerechnet in Reflexionsdämpfung a (Rückflussdämpfung):
{\displaystyle a=-20\,\mathrm {dB} \cdot \lg \left|r\right|}
ergeben sich Werte von:
- 46 dB (r = 0,5 %) und
- 54 dB (r = 0,2 %).

Luftleitungen sind praktisch in einem sehr großen Frequenzbereich etwa ab 1 GHz bis hinauf zu über 50 GHz (abhängig von den Anschlusstypen) einsetzbar und kommerziell erhältlich. Zu niedrigen Frequenzen wird der Einsatzbereich von Luftleitungen durch den Skin-Effekt begrenzt: aufgrund der endlichen Leitfähigkeit der verwendeten Leitermaterialien (oberflächlich meist Gold mit einer spezifischen Leitfähigkeit σ ≈ 45·106 S/m) steigt nämlich die Eindringtiefe der elektromagnetischen Wellen zu niedrigen Frequenzen hin immer mehr an. Dies führt zu einer effektiven Vergrößerung des (elektrischen) Durchmesserunterschiedes von Außen- zu Innenleiter und somit zu einer Impedanzerhöhung. Diese beträgt bei 3 GHz bereits etwa 20 mΩ und ist umgekehrt proportional zur Wurzel aus der Frequenz, das heißt mit fallender Frequenz steigt sie weiter an.

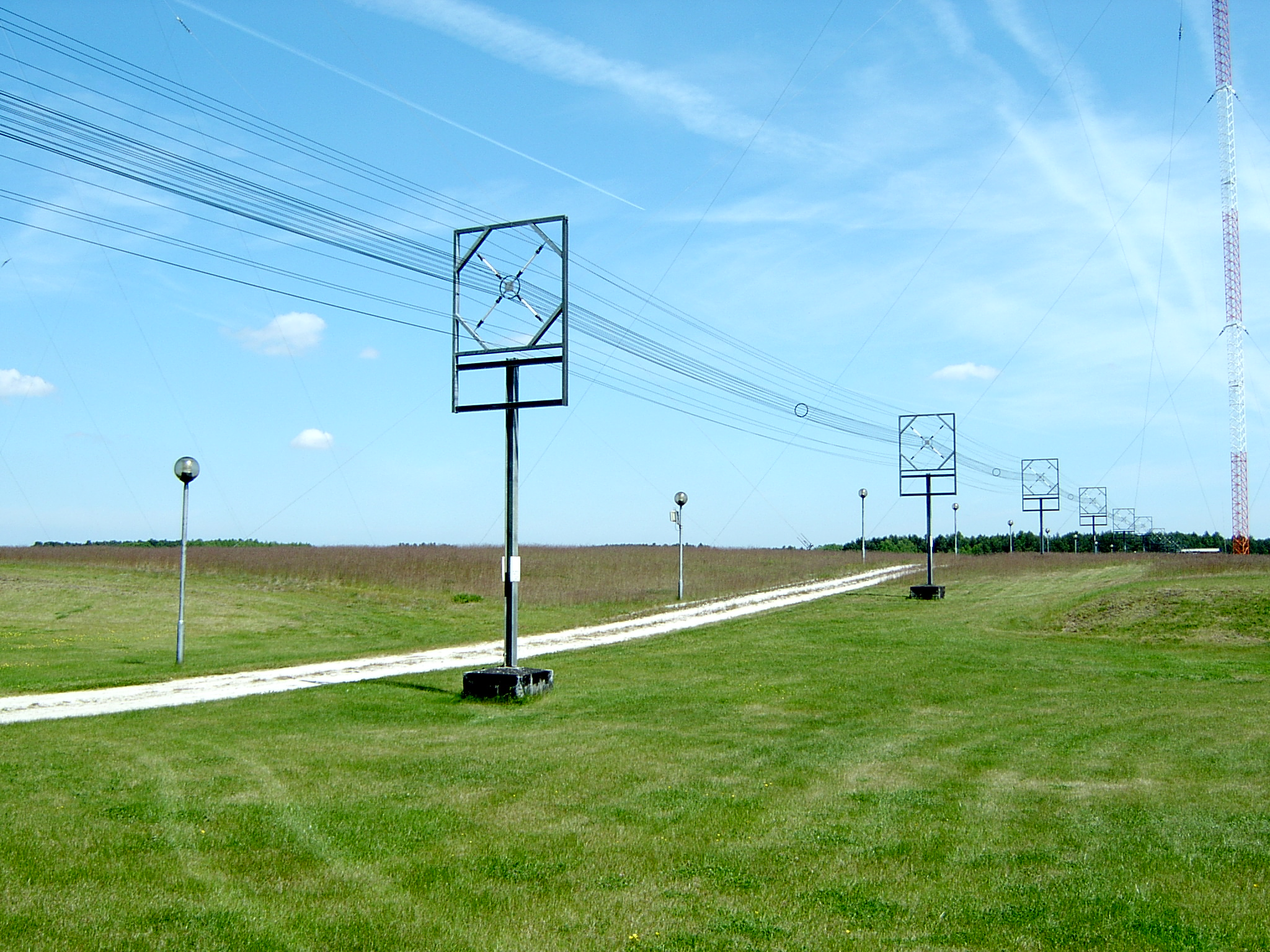
Reusenleitung eines Langwellensenders für 225 kHz (rechts im Hintergrund der 330 m hohe Sendemast des polnischen Rundfunksenders Solec Kujawski)

Ein wichtiges Qualitätsmerkmal von Luftleitungen ist auch eine geringe Rauheit der Oberfläche in der Größenordnung von weniger als einem Mikrometer (<1 µm). Die typische Länge einer Luftleitung beträgt 300 mm.
Koaxiale Luftleitungen werden auch in großen Abmessungen aus Drähten realisiert, um hohe Leistungen im Langwellen- und Mittelwellenbereich zu übertragen, beispielsweise zwischen Sendehaus und Sendemast (Bild). Sie werden als Reusenleitungen bezeichnet.
Darüber hinaus gibt es auch nicht-koaxiale Luftleitungen. Ein Beispiel sind koplanare Luftleitungen, die bei Prüfspitzen von Wafer-Probern verwendet werden.

## Beatty-Standard
Eine besondere Ausführungsform einer Luftleitung stellt der Beatty-Standard (englisch Beatty standard) dar, auch genannt Beatty line („Beatty-Leitung“) oder Mismatch airline („Fehlangepasste Luftleitung“). Dabei handelt es sich um eine „gestufte Luftleitung“, bei der der Innenleiter keinen konstanten Durchmesser hat, sondern eine wohldefinierte und präzise ausgeführte „Verdickung“ (siehe auch Diagramm unter Weblinks).
Meist ist der Durchmessersprung so gestaltet, dass sich die Impedanz von 50 Ω auf 25 Ω ändert und nach einer bestimmten Länge (z. B. 30 mm) wieder zurück auf 50 Ω springt. Auf diese Weise erhält man ein Verifikationsobjekt, dessen frequenzabhängige Reflexion S11 und Transmission S21 sehr genau bekannt sind. Diese werden im Rahmen der Verifikationsmessung überprüft und ergeben so ein Maß für die Genauigkeit des Messgeräts, beispielsweise des zu verifizierenden Netzwerkanalysators.